# 武汉四环线

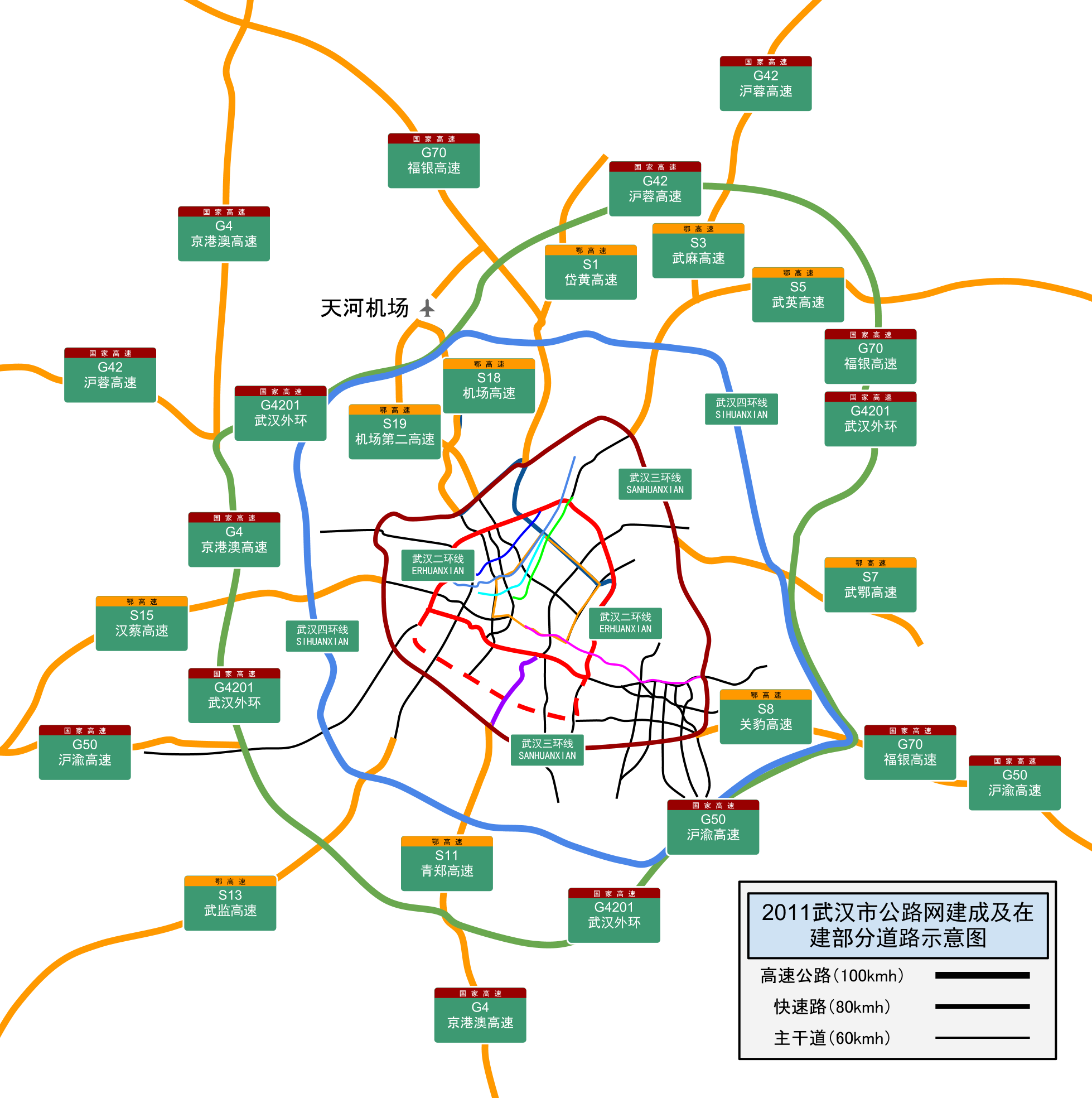
图中蓝色的环状线路为武汉四环线

武汉四环线是武汉市内的一条环线高速公路，设计全长146公里，设计车行时速100公里，全线双向8车道，目前已全线建成通车。其布置在武汉新城区之外、三环及外环之间，旨在联系并沟通主城边缘地区及各大新城，取代并缓解现有三环线及外环线过高的货运压力。武汉四环线西段已于2011年11月20日动工，全线于2021年4月30日建成通车。

## 历史
因作为主城区货车出行的唯一快速环线通道的三环线和新城组群的外围通道的外环线交通压力日益增大、且间距较大（最大间距为23公里）各新城组群之间没有更为直接有效的大容量客货运输通道，武汉市交委决定修建四环线。
2011年11月20日四环线西段动工。其起于东西湖吴家山107国道，终于武汉经济技术开发区徐家堡。
2012年10月18日，武汉四环线汉江特大桥开工，为双向八车道高速公路，全长714米，总宽44米，设计车速100Km/h，为四环线跨越汉江段，起于东西湖区十一支沟、止于蔡甸区汉阳监狱。
2019年12月5日，湖北省公安厅、交通运输厅依照有关法律法规和国家标准，决定对部分高速公路限速值予以适当调整，其中包括武汉四环线（省内高速编号S40)。通告显示，自2020年1月1日起，武汉四环线的“三环线至绕城高速段”限速提高至120Km/h（小客车）。
2021年4月30日零时，经湖北省政府设站收费批复和交通运输部高速公路路网中心批准，武汉四环线东北段正式开通，标志着武汉四环线实现全线通车运营。

## 具体走向
四环线东南段将沿既有的外环线通道修建，但不会共线。西北段也是如此。因为这些地方三环距离外环太近，单独走向会分割既有的光谷和东西湖开发区。